# Sadayoshi Tanabe
Sadayoshi Tanabe (japanska: 田辺 定義; Tanabe Sadayoshi), född 20 oktober 1888 i Nichinan, Tottori, Japan, död 18 januari 2000, var en japansk bibliograf. Han började sin yrkesbana som kommunalt anställd i Kure, Hiroshima och arbetade senare vid Tokyos institut för kommunal forskning där han blev direktör.
Tanabe var också vid sin död vid 111 år och 90 dagars ålder den äldsta levande japanske mannen från den 2 år äldre Denzo Ishizakis död 20 april 1999 och en av världens 100 äldsta män någonsin. Efter hans död blev Yukichi Chuganji den äldsta levande japanske mannen.